# Дорісс
Дорісс (дав.-гр. Δόρυσσος; д/н —бл. 820 до н. е.) — цар Спарти в близько 840 — 820 років до н. е. (за іншою хронологією — 993—964 роки до н. е.)

## Життєпис
Походив з Аргіадів. Син царя Лабота. Згідно Єроніма Стридонського та Excerpta Latina Barbari панував 20, Євсевія Кесарійського — 29 років. Втім Павсаній вказує, що Дорісс царював нетривало. Продовжив війну за Кінурію з Аргосом. Загинув в одній з битв.
Йому спадкував син Агесілай I.